# 宇文融
宇文融（？—730年），京兆府万年县（今陕西西安市长安县）人，唐朝宰相。

## 生平
宇文融是隋朝礼部尚书、平昌公宇文弼的玄孙，祖父宇文节是唐高宗时期的黄门侍郎、同中书门下三品，父亲宇文峤是莱州长史。
宇文融早年為富平县（今陕西富平县）主簿。开元初年京兆尹源乾曜推薦他擔任监察御史。明辩有吏干。开元九年（721年），奏请清理逃亡户口，置劝农判官十人，并摄御史，分赴各地，检括田畴，招括户口。清出客户八十余万和大量土地。进升为御史中丞，与中书令张说等相恶，出京为魏州刺史，转汴州刺史。开元十四年（726年），劾奏张说“引术士王庆则夜祠祷解，其亲吏市权招贿”等罪状。次年二月，兩人彼此攻擊，帝令张说致仕。开元十六年（728年），担任鸿胪卿，兼户部侍郎。
宇文融喜结纳朋党，性急切多言。开元十七年（729年）六月，拜黄门侍郎，同中书门下平章事，推荐宋璟为右丞相、裴耀卿为户部侍郎。至九月，为相僅百日，即因牵涉殿中侍御史李宙劾信安王李祎案，罢为汝州刺史，不久玄宗思宇文融之功，便責怪宰相裴光庭:“朕既贬之矣，今国用不足，将若之何？卿等何以佐朕？”。司农少卿蒋岑举劾奏宇文融在汴州时贪污巨万。于是宇文融贬为昭州平乐尉，再流放崖州（在今海南省三亚市），卒于途中。赠台州刺史。

## 家庭

### 母亲
- 京兆韦氏，唐朝守纳言、博昌县男韦思谦之女，陈留郡太守韦恒的姑妈[4]

### 子女
- 宇文寬
- 宇文寧
- 宇文審，永州刺史
- 宇文宣